# Лобов Яків Михайлович
Я́ків Миха́йлович Ло́бов (19 лютого 1924, Первомайськ  — 31 січня 1945, Нідеркірх) — радянський військовик, в роки Другої світової війни — командир 2-ї танкової роти 27-го окремого танкового Талліннського полку, старший лейтенант, Герой Радянського Союзу (1945).

## Біографія
Народився у місті Первомайськ, нині Миколаївської області, в робітничій сім'ї. Українець.
У 1941 гоці закінчив 9 класів залізничної школи № 17 станції Голта (тепер Первомайська загальноосвітня школа І-ІІІ ст. № 16 імені Героя Радянського Союзу Я. М. Лобова).
Після закінчення школи вступив до Харківського бронетанкового училища. З початком Німецько-радянської війни, через наближення лінії фронту, училище було евакуйоване до міста Чирчик (Узбекистан).
Після закінчення училища у червні 1942 року направлений командиром танку Т-34 655-го танкового батальйону 254-ї танкової бригади 13-го танкового корпусу, Південно-Східний фронт. Бойове хрещення прийняв 6 серпня 1942 року у бою за роз'їзд «74-й км». У цьому ж бою, ризикуючи життям, врятував командира батальйону капітана Н. П. Нікітіна, танк якого горів, за що отримав першу бойову нагороду — медаль «За відвагу». Цього ж дня був важко поранений, знаходився на лікуванні у шпиталі. Після виписки зі шпиталю направлений командиром танкового взводу новосформованого 51-го танкового полку. Брав участь в бойових діях на Північному Кавказі.
У січні 1944 року полк залізницею прибув на Ленінградський фронт і отримав задачу взяти участь в прориві блокади в західному напрямку на міста Луга — Псков. 17 лютого 1944 року танкова рота лейтенанта Я. М. Лобова на великих швидкостях увірвалась до села Красна Гірка, знищуючи ДЗОТи, кулеметні точки і живу силу супротивника. У цьому бою екіпаж Я. М. Лобова підбив важкий танк, протитанкову гармату, два ДЗОТи, чотири вогневих точки з обслугою і понад 40 солдатів і офіцерів ворога. За цей бій нагороджений орденом Вітчизняної війни другого ступеня.
Рішенням Військової Ради 8-ї армії Ленінградського фронту 27-й окремий танковий полк спільно з 1811-м самохідно-артилерійським полком і частинами 72-ї стрілецької дивізії отриав бойову задачу: вийти в район Йикві й оволодіти містом Раквере. Ввечері 20 вересня 1944 року танки 27-го ОТП увірвались в місто Раквере й, переслідуючи супротивника по шосе в напрямку Таллінна, досягли південного берегу озера Кахала-Ярве. В бою за місто Каберга 22 вересня загинув командир 2-ї танкової роти старший лейтенант В. В. Шарапов. Командування ротою перебрав на себе старший лейтенант Я. М. Лобов. Вранці 22 вересня група полку спрямувалась у напрямку Таллінна. Першою до столиці Естонії увірвалась 2-а танкова рота старшого лейтенанта Я. М. Лобова, оволоділа центром міста, прорвалась до порту й зашкодила супротивнику евакуювати живу силу і техніку морем.
За визволення столиці Естонії міста Таллінн, 27-й окремий танковий полк отримав найменування «Талліннський», а командир 2-ї роти старший лейтенант Я. М. Лобов представлений до присвоєння звання Героя Радянського Союзу.
У подальшому 27-й окреми танковий полк визволяв територію Естонії. В боях за очищення півострова Сирве острова Сааремаа (Моонзундський архіпелаг) рота Лобова прорвалась крізь оборону супротивника в його тил, чим створила загрозу оточення ворожого угруповання. Танк Лобова знищив 10 протитанкових гармат, 5 ДЗОТів й близько 50 солдатів і офицерів, за що командир роти отримав орден Олександра Невського.
Досягнувши державного кордону СРСР, танкісти Лобова продовжили бити ворога на території Польщі. В боях по прориву німецької оборони на ділянці фронту Ракув — Цисув, танкова рота Лобова прорвала ворожу оборону й за один день заглибилась на 20 кілометрів, тим самим давши можливість іншим частинам увійти в прорив. Екіпаж Лобова при цьому знищив 3 протитанкових гармати, 2 бліндажі, 5 ДЗОТів й до 150-ти солдатів і офіцерів, за що нагороджений орденом Червоного Прапора.
28 січня 1945 року командуванням доручено старшому лейтенанту Лобову Я. М. провести комплексну розвідку напередодні радянського наступу і форсування річки Одер. Під час проведення розвідки в районі міста Беутен (Силезія) потрапили під мінометний обстріл супротивника. Одна з мін розірвалась безпосередньо біля Лобова. Він отримав важке поранення обох ніг, почалась масивна кровотеча. Санінструктором було зроблено перев'язку і направлений до військового шпиталю в селі Нідеркірх (тепер с. Дольна, Опольське воєводство). Оскільки документів при Лобові не було, а шпиталь був переповнений пораненими, приймати його відмовились. Лише після особистого втручання командира 27-го Талліннського ОТП підполковника Черних, Лобова було шпиталізовано. Попри всі намагання військових медиків, 31 січня 1945 року старший лейтенант Лобов Яків Михайлович помер від отриманих ран. Похований в селі Нідеркірх. В 1952 році героя перепоховано на військовому братському цвинтарі в місті Кендзежин-Козле Опольського воєводства Польщі.
Указом Президії Верховної Ради СРСР від 24 квітня 1945 року за мужність і героїзм, виявлені при визволенні від гітлерівських загарбників столиці Естонії міста Таллінн, командиру танкової роти 27-го окремого танкового Талліннського полку старшому лейтенанту Лобову Якову Михайловичу присвоєно звання Героя Радянського Союзу (посмертно).

## Нагороди
- медаль «Золота Зірка» Героя Радянського Союзу (24.04.1945);
- орден Леніна (24.04.1945);
- орден Червоного Прапора (19.01.1945);
- орден Олександра Невського (10.12.1944);
- орден Вітчизняної війни 2-го ступеня (21.03.1944);
- медаль «За відвагу» (28.09.1942);
- медаль «За оборону Сталінграда» (22.12.1942).

## Пам'ять
- Пам'ятник у м. Таллінн (Естонія)
- Ім'я Лобова Я. М. присвоєне Первомайській середній загальноосвітній школі № 16.
- Меморіальна дошка на школі, в якій навчався.
- Меморіальна плита у сквері Слави м. Первомайська.
- Ім'я Я. М. Лобова викарбувано на пам'ятнику загиблим учителям і учням школи № 16 м. Первомайська.
- Згідно з рішенням Первомайської міської ради № 1 від 28.04.2016 року, вулиця Юхима Бабушкіна переіменована на вулицю Якова Лобова.